# Impero giapponese alla fine del XIX secolo
L'Impero giapponese alla fine del XIX secolo viveva l'inizio di un periodo di grande sviluppo economico.
Mentre gli Stati Uniti diventavano il più potente paese industriale del mondo, il Giappone fu investito da un'ondata di modernizzazione ad opera di una oligarchia decisa a mettere il paese su un piede di parità con l'Occidente.
Una grave frattura nelle file dell'oligarchia fu determinata dall'atteggiamento da assumere verso la Corea, il cui governo respinse nel 1872 l'offerta di stabilire relazioni con il Giappone.
L'ala più tradizionalista chiedeva la guerra immediata mentre l'altra, più riformista, intendeva proseguire nell'ammodernamento del Giappone prima di iniziare un processo di espansione: quest'ultima riuscì ad imporre la propria linea politica.
Le ingenti spese sostenute nel decennio di inizio della modernizzazione avevano messo in crisi la finanza pubblica e determinato inflazione ed aumento dei prezzi.

## Interventi economico-finanziari

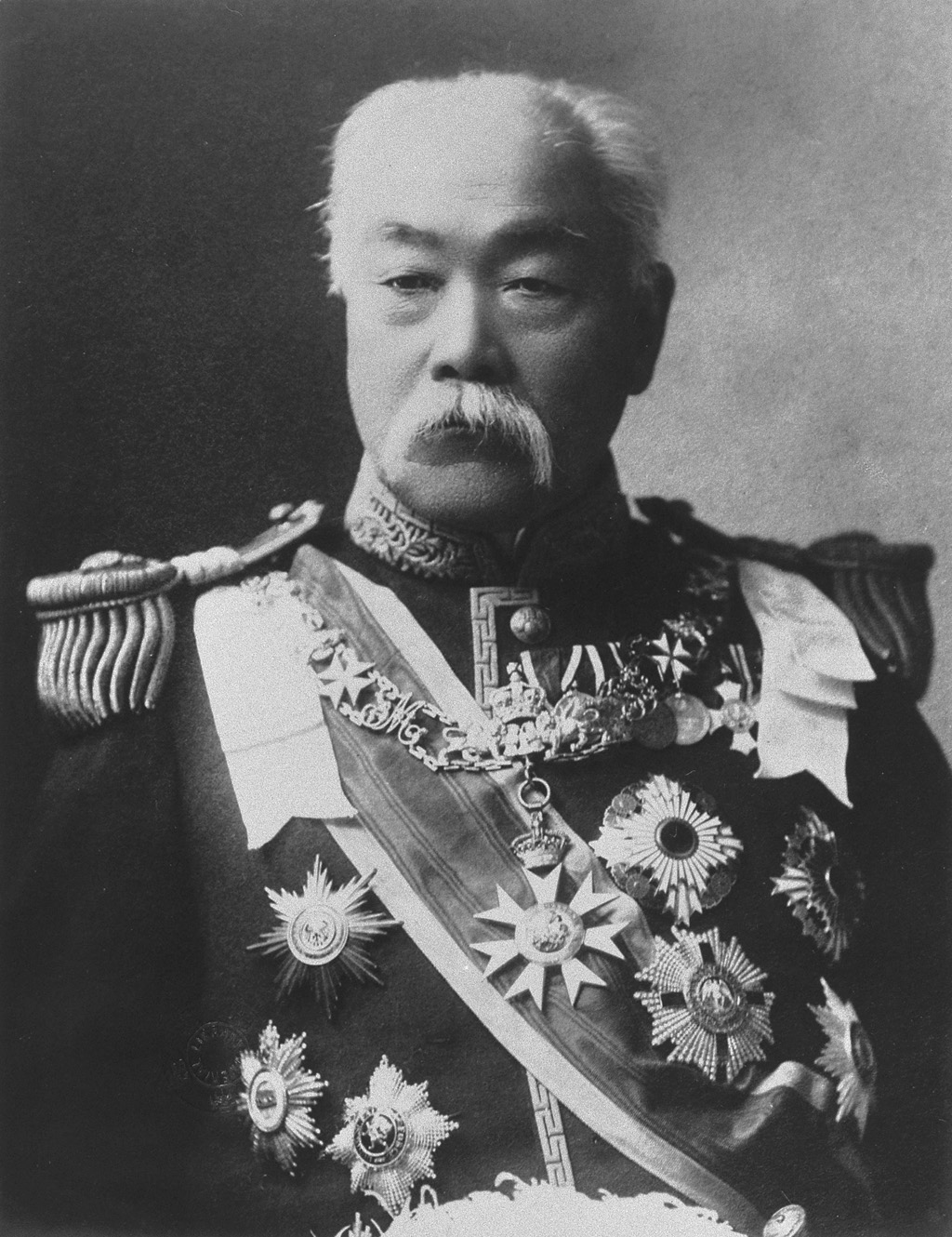
Matsukata Masayoshi

Una energica opera di risanamento finanziario venne intrapresa dal Ministro delle finanze Matsukata Masayoshi.
Venne creata la Banca del Giappone che assunse, con il sostegno dello Stato, una funzione di guida nello sviluppo industriale, agricolo e commerciale, ma il risanamento finanziario non sarebbe stato possibile senza un adeguato incremento produttivo anzitutto nel settore agricolo.
L'industria, sviluppatasi inizialmente per iniziativa dello Stato, all'inizio degli anni '80, fu privatizzata in modo sempre crescente.
Cura costante dei governi fu il potenziamento delle forze armate e della flotta di guerra, reso possibile dallo sviluppo industriale.
Nel 1878 l'esercito venne organizzato sul modello prussiano. Anche sul piano politico ed istituzionale si procedette a una cauta modernizzazione.
Nel 1881-82 sorsero: il partito liberale, accesamente nazionalista e legato agli ambienti dei proprietari terrieri, il partito progressista, espressione della grande industria e il partito costituzionale imperiale, strumento diretto del governo.

## Costituzione

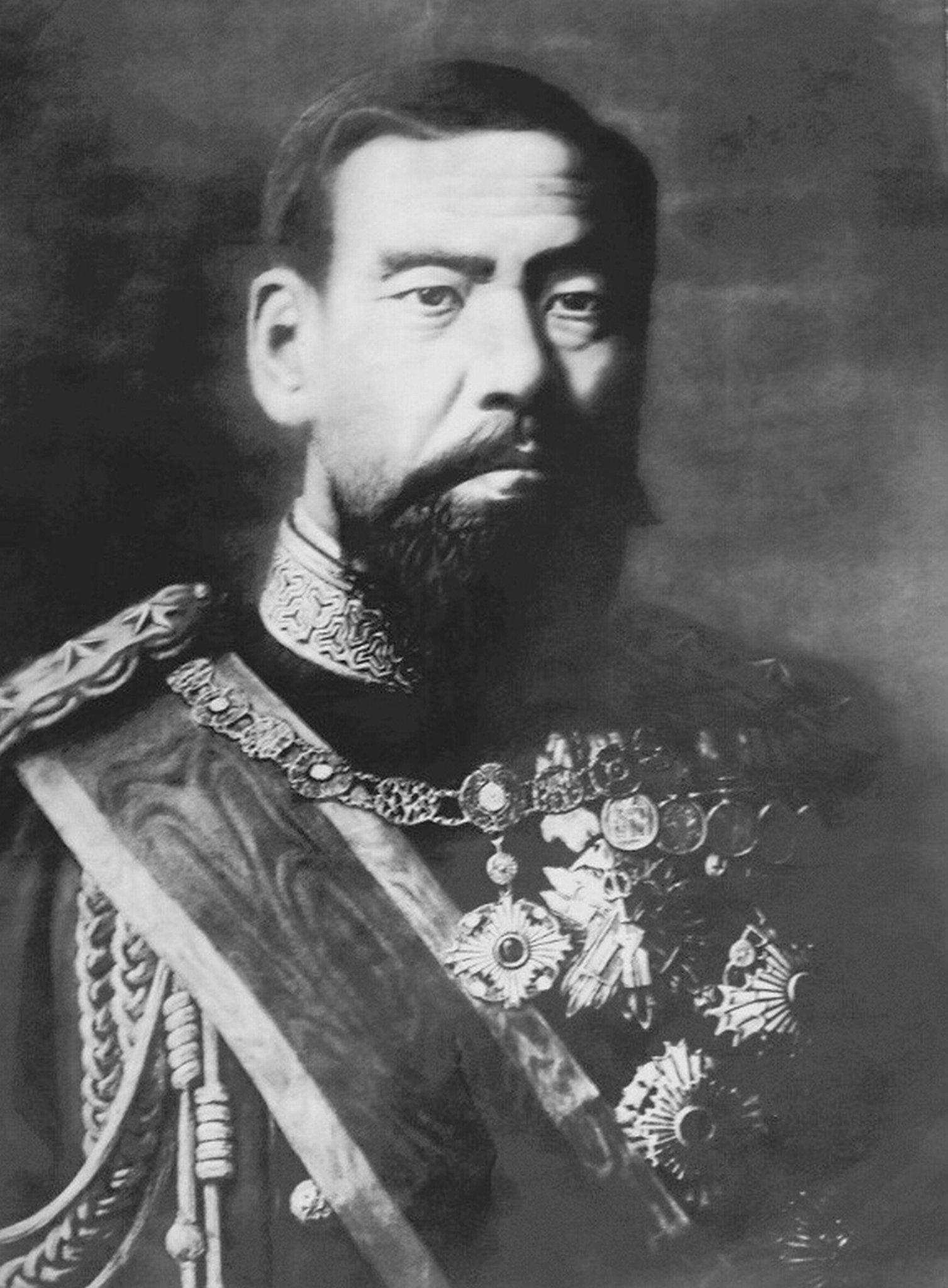
L'Imperatore Meiji

L'11 febbraio 1889 l'Imperatore Meiji concesse, come atto della sua volontà, una Costituzione.
Principio fondamentale e fondante della costituzione era la responsabilità dell'esecutivo di fronte all'Imperatore.
Il Parlamento era formato da una Camera Alta, composta da membri nobili scelti dal Sovrano e da pochi grandi oligarchi, e da una Camera dei Rappresentanti eletta su base ristretta e di censo.

## Espansionismo estero
L'ammodernamento e lo sviluppo economico si rifletterono sulla politica estera e potevano misurarsi appieno in un grande conflitto con la Cina, nel 1894, avente per oggetto l'influenza sulla Corea.
In Corea, dopo che nel 1884 un partito filo giapponese aveva assunto il potere e che i Cinesi, che consideravano il paese un loro stato vassallo, intervennero nei suoi affari interni in seguito a trattative, si arrivò, nel 1885, ad un compromesso che sancì il non intervento militare delle due potenze, Giappone e Cina.
La situazione precipitò nuovamente quando, nel 1894, la Corea chiese l'intervento di truppe Cinesi per soffocare delle rivolte interne. Questo intervento provocò un aperto conflitto con il Giappone, che dichiarò guerra alla Cina, il 1º maggio 1894.
I Cinesi vennero battuti, in mare e in terra, dai Giapponesi. La Cina fu costretta a chiedere la pace, firmata nell'aprile 1895, e rinunciò ad ogni ingerenza in Corea.
La guerra aveva rivelato agli occhi delle grandi potenze non solo la grande debolezza della Cina ma anche i grandi progressi del Giappone.

## Effetti economici
Gli investimenti dell'industria pesante vennero, subito dopo la guerra sino-giapponese, aumentati notevolmente e fu gettata la base per una potente industria siderurgica in grado di dare un vigoroso impulso agli armamenti di terra e di mare.
Pochi anni dopo la Russia doveva subirne le conseguenze con una sbalorditiva sconfitta.
La vittoria ottenuta dal Giappone, all'inizio del XX secolo, nei confronti di una delle più grandi potenze mondiali, la Russia, decretava il suo ingresso su un piede di parità nei conflitti interimperialistici mondiali.

### Fonti primarie
- Massimo L. Salvadori, Storia dell'età contemporanea. Torino, Loescher, 1990. ISBN 8820124343.
- Pasquale Villani, L'età contemporanea. Bologna, Il Mulino, 1998. ISBN 88-15-06338-2.

### Fonti secondarie e approfondimenti
- Maldwyn Allen Jones, Storia degli Stati Uniti d'America, dalle prime colonie inglesi ai giorni nostri, Bompiani, 2005. ISBN 88-452-3357-X.
- Alberto Caracciolo, Alle origini della storia contemporanea, 1700-1870. - Bologna, Il mulino, 1989. ISBN 88-15-02097-7.